# Dreiheiligen (Heimenkirch)
Dreiheiligen (veraltet: Ellenden Heiligen; westallgäuerisch Dreihoiligə) ist ein Gemeindeteil der Marktgemeinde Heimenkirch im bayerisch-schwäbischen Landkreis Lindau (Bodensee).

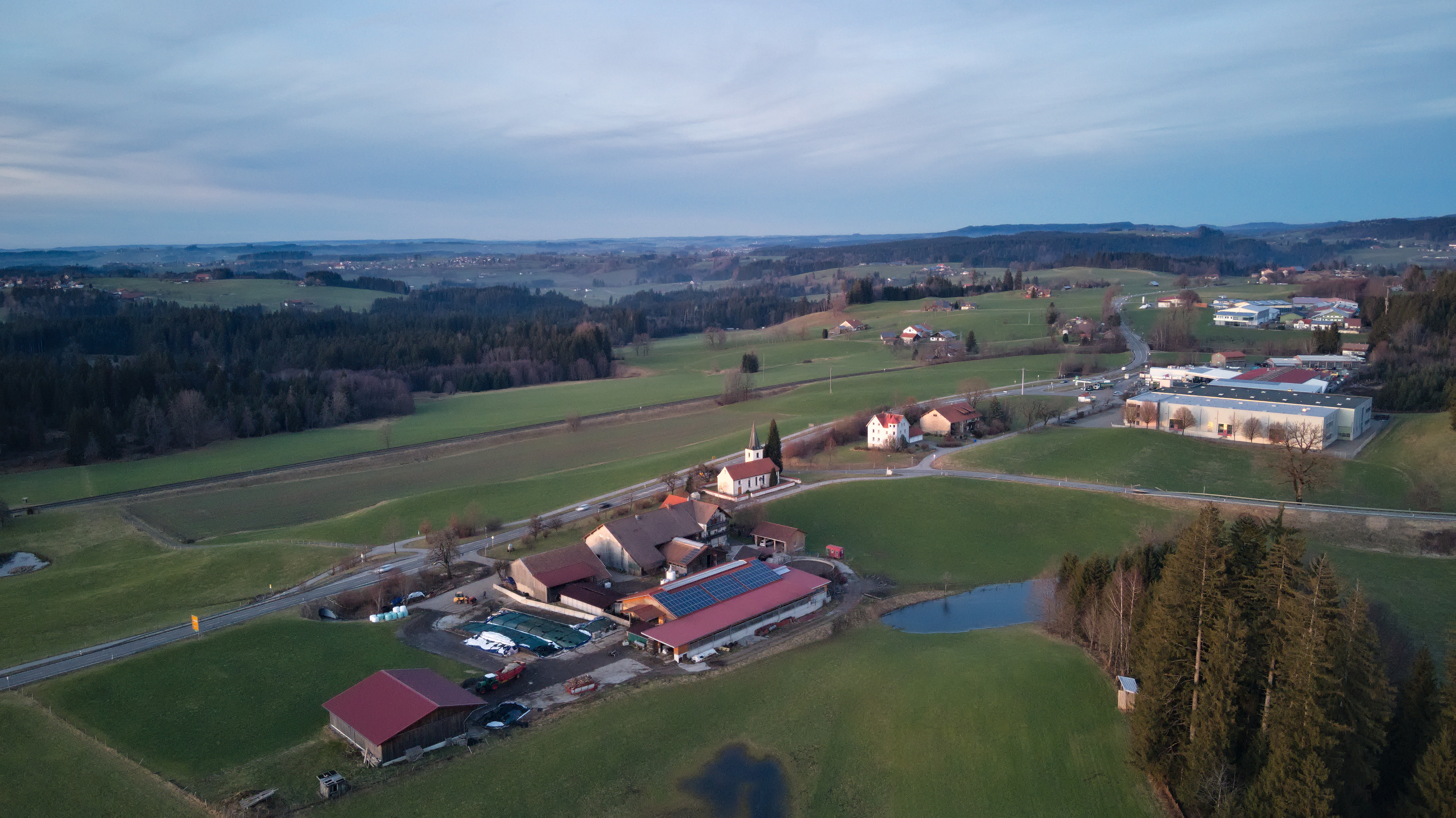
Dreiheiligen aus Südwesten

## Geographie
Die Einöde liegt rund 2,5 Kilometer östlich des Hauptortes Heimenkirch und zählt zur Region Westallgäu. Nördlich des Orts verläuft die Bahnstrecke Buchloe–Lindau.

## Geschichte
Bereits in der römischen Kaiserzeit befand sich im heutigen Ort ein Burgus an der Römerstraße Kempten–Bregenz. Ebenso soll hier bzw. beim nahen Wigglis eine antike Stadt befunden haben.
Dreiheiligen wurde erstmals im Jahr 1485 urkundlich mit dem Bau der Kapelle St. Wendelin als Ellenden Hailigen erwähnt. Der Name Dreiheiligen lässt sich auf die Legende der Drei elenden Heiligen aus Griesstetten zurückführen.

## Baudenkmäler
Siehe: Liste der Baudenkmäler in Dreiheiligen